# Conor McLaughlin
Conor Gerard McLaughlin (* 26. července 1991, Belfast, Severní Irsko, Spojené království) je severoirský fotbalový obránce a reprezentant v současnosti hrající za anglický klub Fleetwood Town FC.
Jeho mladším bratrem je fotbalista a rovněž severoirský reprezentant Ryan McLaughlin.

## Klubová kariéra
- Preston North End FC (mládež)
- Preston North End FC 2009–2012
- →  Shrewsbury Town FC (hostování) 2012
- Fleetwood Town FC 2012–

McLaughlin působil ve své profesionální fotbalové kariéře v anglických klubech Preston North End FC (2009–2012), Shrewsbury Town FC (hostování v r. 2012), Fleetwood Town FC (2012–)(platí k červnu 2016).

## Reprezentační kariéra
Conor McLaughlin absolvoval svůj debut za severoirské reprezentační A-mužstvo 11. 10. 2011 v kvalifikačním utkání v Pescaře proti Itálii (prohra 0:3). Se svým týmem se mohl v říjnu 2015 radovat po úspěšné kvalifikaci z postupu na EURO 2016 ve Francii (byl to premiérový postup Severního Irska na evropský šampionát). Zúčastnil se EURA 2016 ve Francii, kam jej nominoval trenér Michael O'Neill.